# 오즈온라인
오즈온라인은 2002년 5월 17일 대한민국에서 서비스를 시작한 온라인 커뮤니티 낚시게임으로서 낚시게임이라는 장르와 커뮤니티게임 이라는 장르를 최초로 만들어낸 3D 온라인 게임이라는 의미가 있다.
전세계적으로도 초장기 서비스를 이어오고 있는데, 나이들어가는 게임과 더불어 유저들도 나이들어가는 모습이 뉴비가 절실히 필요한 게임이기도 하다.
낚시게임이라는 장르를 실제낚시시간과 비슷하게 구현해냈는데, 물고기 한마리 한마리를 잡는데 오랜 시간이 걸리기 때문에 그 시간동안 옆사람과 교류할 수 밖에 없는 게임성이 상당히 독특하다 할 수 있다.